# Ujung Gurun
Ujung Gurun is een bestuurslaag in het regentschap Padang van de provincie West-Sumatra, Indonesië. Ujung Gurun telt 4717 inwoners (volkstelling 2010).